# Flobots
Flobots ist eine US-amerikanische Alternative-Rock-/Rap-Gruppe, die 2000 in Denver gegründet wurde. Bis heute hat sie fünf Alben (das 2001 ohne Label veröffentlichte Onomatopoeia eingeschlossen) und zwei EPs veröffentlicht.

## Diskografie

### Alben
- 2001: Onomatopoeia
- 2007: Fight with Tools (Universal Republic Records)
- 2010: Survival Story (Universal Republic Records)
- 2012: The Circle in the Square (Shanachie Records)
- 2017: Noenemies (Flobots Music)

### EPs
- 2005: Flobots Present....Platypus
- 2009: Live at the House of Blues – Anaheim, CA

### Singles
- 2008: Handlebars
- 2008: Rise
- 2010: White Flag Warrior (feat. Tim McIlrath von Rise Against)